# キルギス関係記事の一覧
キルギス関係記事の一覧（キルギスかんけいきじのいちらん）
キルギスに関係する記事を一覧する。

## 一般
キルギスの国旗 - キルギスの国章 - キルギスの国歌

## 地理
アクシ - バルイクチ - チャティル湖 -  チュイ渓谷 - キルギスの環境問題 - フェルガナ盆地 - イシク・クル - カラスウ地区 - キルギスの鳥類一覧 - キルギスの哺乳類一覧 - ポベーダ山- キルギスの行政区画 - キルギスの地区 - ソンキョル山 - スライマン＝トー - 天山山脈

## 都市
アクシ - ビシュケク- バトケン - チュイ - ジャララバード - ナルイン - オシ - タラス

## 地方行政区画
バトケン州 - チュイ州 - ジャララバード州 - ナルイン州 - オシ州- タラス州 - イシク・クル州

## 河川
アラ・アルチャ川 - アラブガ川 - アト・バシ川 - チャトカル川 - チョング・ケミン川 - チュイ川 - カラダリヤ川 - カラスウ - ケガルト川 - キチ・ケミン川 - クルシャーブ川 - ナルイン川 - ソフ川 - タラス川 - タル川 - トシュカン川 - ヴァフシュ川 - イシク・アタ川

## 渓谷
アライ渓谷 - アルパ渓谷 - チュイ渓谷 - フェルガナ盆地 - キチ・ケミン渓谷

## 歴史
堅昆- サカ - 突厥 - 回鶻 - テュルクの移動 - チンギス・カンの西征 - オイラト - 清 - コーカンド・ハン国 - カラ・キルギス自治州 - キルギス反乱 - カシュガルの戦い (1933年) - カシュガルの戦い (1934年) - ソビエト連邦の歴史 - ソビエト中央アジア - キルギス・ソビエト社会主義共和国 - キルギスの民主化運動 - NIS諸国 - 独立国家共同体 - 1990年オシ騒乱 - チューリップ革命 - 2010年キルギス騒乱 - 2010年南キルギス騒乱

## 人口統計と言語
キルギスの人口統計 - キルギス語 - キルギス語アルファベット - 突厥文字 - キルギス語のラテン文字表記法 - テュルク系民族

## 宗教
キルギスの仏教 - キルギスのキリスト教 - キルギスのイスラム教 - キルギスのカトリック

## 文化
誘拐婚 - キルギス料理 - サマヌー - 馬乳酒 - アイラン - キルギスの音楽 - キズ・クー - キルギスにおけるLGBTの権利 - キルギスの世界遺産 - マナス - サイマルー・タシュ - トゥシュ・キズ - アセナ - テュルクビジョン・ソング・コンテスト

## 大学
中央アジアアメリカン大学 - 国際アタテュルク・アラトー大学 -キルギス国際大学 - キルギス国立大学 -  キルギス工科大学 - オシ州立大学

## 政治・外交
キルギス国家保安庁 - 集団安全保障条約 - キルギスの在外公館の一覧 - 在キルギス外国公館の一覧
キルギスの選挙 - ロシア・キルギス関係
キルギスの政党 - キルギスの人民運動

## 著名人
- キルギス出身の人物については中央アジア出身者の一覧を参照。

アブディラス・マルディバエフ - アルマズベク・アタンバエフ - アスカル・アカエフ - ベルメト・アカエヴァ- チンギス・アイトマートフ  - ダニヤル・ウセノフ - フェリックス・クロフ - カーシム・ティニスタノフ -  クルマンベク・バキエフ - クルマンジャン・ダトカ - オムルベク・テケバエフ - オルズベック・ナザロフ - ナシルディン・イサノフ  - ローザ・オトゥンバエヴァ - ザミラ・シディコヴァ

## 経済
キルギスの農業- キルギスの銀行 - クムトール鉱山 - マナス国際空港 -  オシ空港 - キルギスの交通

## 保護区
アクスウ自然保護区 - アラ・アルチャ国立公園 - ベシュ・アラル国立自然保護区 - カラタル・ジャピリク国立自然保護区 - サリ・チェレク自然保護区 - ベシュ・タシュ国立自然公園 -  スルマタシュ自然保護区

## 軍事
カント空軍基地 - マナス空軍基地 - 第25独立特殊任務旅団 (キルギス陸軍)

## スポーツ
キルギスサッカー連盟 - カナトベク・バガリエフ - アイスホッケーキルギス代表 - サッカーキルギス代表 -  ルスラン・チウメンバエフ

## その他関連用語
- 「中央アジア+日本」対話
- 中央アジア協力機構
- 中央アジア競技大会
- 中央アジア競技連盟
- 中央アジアサッカー協会
- 中央アジアの美術
- 中央アジア非核兵器地帯条約
- 中央アジア連合